# Disciples
Cet article concerne un film. Pour le concept général, voir Disciple.
Pour plus de détails, voir Fiche technique et Distribution.
Disciples est un film américain réalisé par Joe Hollow, sorti directement en vidéo en 2014.

## Synopsis
Selon une ancienne légende, un ange doit apparaître sur Terre et prendre la place de Lucifer. Si la prophétie se réalise, Dieu aura un adversaire plus dangereux que le Diable. Le monde sera alors plongé dans les ténèbres. La guerre entre humains et démons ne fait que commencer.

## Fiche technique
- Réalisation et scénario : Joe Hollow
- Production : Joe Hollow, Tim Hays, Chris Mills, Linnea Quigley, Debra Lamb
- Musique originale : Johnathan Sessoms
- Photographie : Wolfgang Meyer
- Durée : 90 min
- Pays :  États-Unis
- Langue : anglais
- Format : couleur
- Date de sortie en vidéo : 
  - États-Unis : 12 septembre 2014
  - France : 7 juillet 2015 (en DVD)

## Distribution
- Tom Lodewyck : le prêtre
- Linnea Quigley : Raine
- Brinke Stevens : Tatiana
- Debra Lamb : Marishka
- Tony Todd : Duncan
- Angus Scrimm : Winston
- Bill Moseley : Dread
- Camden Toy : Watcher
- Debbie Rochon : Elizabeth
- Morgan Peter Brown : le père Thomas
- Barbara Magnolfi : Serena Cuzzoni
- Chris Burchette : le père
- Rachel Grubb : la mère
- Matt Ukena : Nick
- Nick Principe : Friedrich
- Kaylee Williams : Kelly
- Jesse Kozel : Daniel
- Shannon Lark : Victoria
- Paula Duerksen : Rachel
- Tawny Amber Young : sœur Faith
- Tim Hays : Rainier
- Deborah Funes : Tabitha
- Melanie Robel : Gabrielle